# Lycaeides cleobata
Lycaeides cleobata är en fjärilsart som beskrevs av Igor Kozhanchikov. Lycaeides cleobata ingår i släktet Lycaeides och familjen juvelvingar. Inga underarter finns listade i Catalogue of Life.